# Ито, Масао
Масао Ито (яп. 伊藤 正男, Itō Masao; 4 декабря 1928, Нагоя, Япония — 18 декабря 2018) — японский нейрофизиолог, специалист по изучению мозжечка. 
Директор RIKEN Brain Science Institute в 1997—2003 годах.
Член Японской академии наук (1989), иностранный член Лондонского королевского общества (1992), Российской академии наук (1994), Национальной академии наук США (2007), иностранный член Французской академии наук (1998).

## Биография
- В 1953 году окончил Токийский университет
- В 1959 году защитил диссертацию доктора философии
- В 1959—1962 годах работал в лаборатории Джона Экклса
- В 1962—1988 годах работал в Токийском университете
- С 1989 года работал в RIKEN[9]
- В 1997—2003 годах директор RIKEN Brain Science Institute[англ.][3]

## Награды
- 1981 — Премия Фудзивары[яп.]
- 1986 — Императорская премия Японской академии наук
- 1986 — Премия Японской академии наук
- 1993 — Neuronal Plasticity Prize[нем.]
- 1996 — Премия Японии
- 1996 — Орден Культуры
- 2006 — Премия Грубера